# Johann von Callot

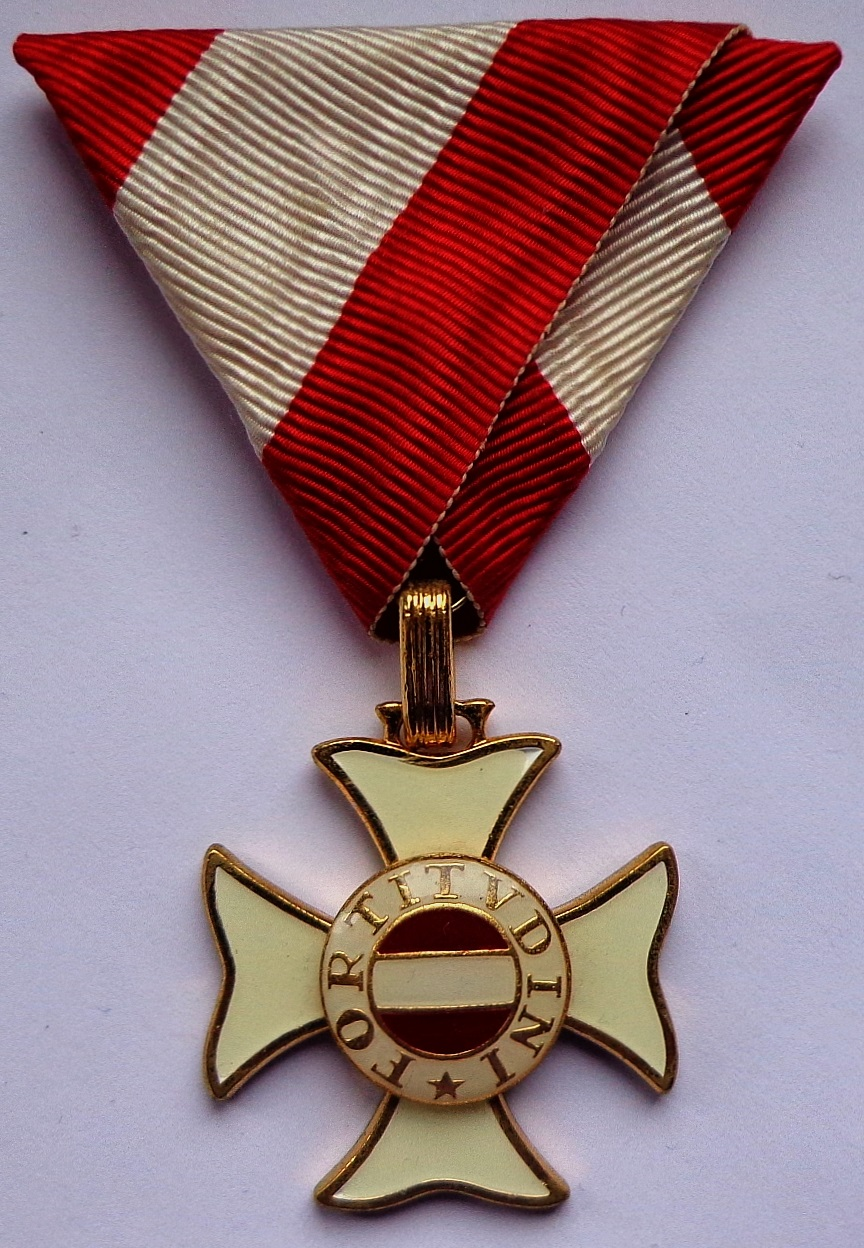
Ritterkreuz des Militär-Maria-Theresien-Ordens

Johann Freiherr von Callot (* 1763 in Kuttenberg; † 25. Dezember 1809 in Warasdin) war ein österreichischer Artillerieoffizier.
Johann von Callot war ein Sohn des Generalmajors Wenzel von Callot (1705–1785). Er trat fünfzehnjährig in das 2. Artillerie-Regiment ein und wurde im April 1783 Unterleutnant. Er nahm am Türkenkrieg teil, wurde im Januar 1790 zum Oberleutnant befördert und erhielt nach der Schlacht von Czettin das Ritterkreuz des Militär-Maria-Theresien-Ordens. Bei Rondogi-Mangio geriet er im November 1791 kurzzeitig in türkische Gefangenschaft. Nach seiner Freilassung wurde er Kapitänleutnant, 1794 Hauptmann. Nach den Feldzügen von 1799 und 1800 wurde er zum 1. Januar 1802 Major im 1. Artillerie-Regiment. Er nahm am Dritten (1805) und am Fünften Koalitionskrieg (1809) teil. Er nahm an den Schlachten von Fontana Freddo (6. April 1809) und an der Piave teil, wo er am 8. Mai 1809 schwer verwundet wurde. Er starb, nachdem er noch am 15. September 1809 zum Oberst ernannt worden war, am 24. Dezember 1809.
Verheiratet war er mit Marie Magdalene Wagmuth (1774–1847), die als Schriftstellerin hervortrat. Ihre beiden Söhne waren der Offizier Eduard von Callot (1793–1862) und der Zivilingenieur Carl von Callot (* 16. Mai 1806).